# 콜레피에트로
콜레피에트로(이탈리아어: Collepietro)는 이탈리아 아브루초주 라퀼라도에 있는 코무네이다.